# Radi Nedelčev
Radi Nedelčev, in lingua bulgara: Ради Неделчев (Ruse, 1938 – 2007), è stato un pittore bulgaro esponente dell'arte naïve.
Le sue pitture descrivono principalmente i paesaggi, la vita del villaggio ed i festival.
Radi Nedelčev è membro dell'unione degli artisti bulgari ed è stato insignito dell'ordine Metodio e Cirillo, la più alta onorificenza per l'arte e la cultura in Bulgaria.